# کاراتایکا
کاراتایکا (به لاتین: Karataika) یک شهرک در روسیه است که در استان آرخانگلسک واقع شده‌است.